# Mariana Echevarría de Santiago y Ulloa
Mariana Echevarría de Santiago y Ulloa (Lima, 1791 - Callao, 1825) fue una patriota peruana vinculada al movimiento independentista; participó activamente en círculos políticos durante las primeras décadas del siglo XIX, mantuvo contacto directo con José de San Martín y fue condecorada con la Orden del Sol. Murió como prisionera política durante el asedio a la fortaleza del Real Felipe, en el Callao.

## Biografía

### Primeros años y formación
Mariana Echevarría nació en Lima en la segunda mitad del siglo XVIII. Fue hija del coronel Juan de Echevarría y de Ana María de Santiago y Ulloa. Pertenecía a una familia de la alta sociedad virreinal y, desde joven, asumió responsabilidades en diversos ámbitos, mostrando un compromiso con los ideales de libertad. Su labor fue reconocida entre sus contemporáneos, especialmente por su capacidad de liderazgo y su acción directa durante la coyuntura independentista.

### Matrimonios y familia
En 1810 contrajo matrimonio con Demetrio O’Higgins, marqués de Osorno, pariente de Bernardo O’Higgins, con quien vivió hasta su fallecimiento en 1816.  Posteriormente, el 28 de julio de 1819, se casó con José Bernardo de Tagle, entonces gobernador de la provincia de La Paz (actual Bolivia), oficial realista y futuro presidente del Perú. Con este matrimonio obtuvo el título de marquesa de Torre Tagle. De esta unión nacieron cuatro hijos: Ramón (1820–1825), Josefa (1822–1897), María Asunción y José Manuel (nacido en 1825).

## Trayectoria en la independencia
Tras el encuentro de su esposo con José de San Martín en Trujillo en 1820, ambos se adhirieron públicamente a la causa independentista. La pareja se trasladó a Lima y participó activamente en eventos oficiales relacionados con la proclamación de la independencia. Echevarría tuvo una presencia destacada en la celebración del 28 de julio de 1821, donde, según algunos cronistas, ejerció funciones protocolares como anfitriona, acompañando al general San Martín.
Durante el gobierno de Simón Bolívar, la familia Torre Tagle perdió poder e influencia. En ese contexto, enfrentaron persecución política y, tras varios intentos de asilo, fueron capturados en el puerto del Callao y confinados en la fortaleza del Real Felipe.

## Aprisionamiento y fallecimiento
En 1824, tras la caída de Callao, Mariana fue detenida por realistas y confinada en la fortaleza del Real Felipe. Rechazó una oferta de libertad que condicionaba su reconocimiento al régimen español. En condiciones precarias y sin atención médica, falleció en agosto de 1825, tras dar a luz a su hijo Ramón, quien también murió poco después.  Fue enterrada inicialmente en Callao, y en 1853 sus restos fueron trasladados al cementerio General de Lima, junto a los de su esposo.
El 23 de diciembre de 2020 fueron exhumados nuevamente y homenajeados por el Ministerio de Relaciones Exteriores del Perú en el Palacio Torre Tagle. El 27 de diciembre de ese año, los restos fueron trasladados a Trujillo y el 28 fueron inhumados en la cripta de la catedral de esa ciudad, como reconocimiento público a su contribución al proceso de independencia.

## Reconocimientos
En 1822, fue condecorada con la Orden del Sol, una de las distinciones otorgadas por el Protectorado del Perú a personas que colaboraron activamente con la causa de la independencia. Esta orden fue creada por el general José de San Martín para reconocer el servicio a la patria.

## Dato con calle
Una calle en el distrito limeño de San Miguel lleva su nombre en su honor.